# WWE NXT
WWE NXT, ook bekend als NXT 2.0, is een televisieprogramma in het professioneel worstelen dat geproduceerd wordt door de Amerikaanse worstelorganisatie WWE. Het programma wordt elke dinsdag live uitgezonden om 20:00 uur ET op The CW in de VS en dinsdag- op woensdagnacht 02:00 op Netflix in Nederland.
NXT was van 23 februari 2010 tot en met 13 juni 2012 een vorm van een realityserie. De worstelaars die afkomstig waren van het voormalige Florida Championship Wrestling (FCW) werden tijdens hun seizoen bijgestaan door hun mentoren van het hoofd rooster (Raw en SmackDown). Vijf seizoenen van deze iteratie werden uitgezonden, waarbij Wade Barrett, Kaval, Kaitlyn en Johnny Curtis als winnaars werden aangekondigd.
NXT maakte zijn debuut op het televisiezender Syfy en verving het programma ECW. Daarna werd programma voor één uur uitgezonden op WWE.com als een webcast programma tot 13 juni 2012. Met de lancering van het WWE Network in 2014, werd NXT in dat jaar verschoven naar het WWE Network. In 2019 werd NXT een 2-uur durende programma dat uitgezonden wordt op het USA Network.

## Kijkcijfers
NXT neemt samen met AEW Dynamite deel aan de Wednesday Night Wars.

### TussenstandNXTvsDynamite
| Date                                                                                             | NXT                 | Dynamite     |
| ------------------------------------------------------------------------------------------------ | ------------------- | ------------ |
| 2019-10-02                                                                                       | 891,000             | 1,409,000    |
| 2019-10-09                                                                                       | 790,000             | 1,140,000    |
| 2019-10-16                                                                                       | 712,000             | 1,014,000    |
| 2019-10-23                                                                                       | 698,000             | 963,000      |
| 2019-10-30                                                                                       | 580,000             | 759,000      |
| 2019-11-06                                                                                       | 813,000             | 822,000      |
| 2019-11-13                                                                                       | 750,000             | 957,000      |
| 2019-11-20                                                                                       | 916,000             | 893,000      |
| 2019-11-27                                                                                       | 810,000             | 663,000      |
| 2019-12-04                                                                                       | 845,000             | 851,000      |
| 2019-12-11                                                                                       | 778,000             | 778,000      |
| 2019-12-18                                                                                       | 795,000             | 683,000      |
| 2019-12-25                                                                                       | 831,000             | N/A          |
| ■ NXT gewonnen                                                                                   | ■ Dynamite gewonnen | ■ Gelijkspel |
| ■ Kijkcijfers niet beschikbaar of programma niet uitgezonden                                     |                     |              |
| Overall score AEW: 8 NXT: 3 Tie: 1 Kijkcijfers niet beschikbaar of programma niet uitgezonden: 1 |                     |              |

## Oorspronkelijke opzet (2010-2011)
WWE NXT stelde worstelaars van WWE's opleidingscentrum Florida Championship Wrestling op. De FCW-worstelaars ("rookies") werden opgeleid door worstelaars van de Raw- en SmackDown-brand, de zogeheten "Pro's".
In de eerste vier seizoenen en het eerste deel van seizoen vijf moesten deze "rookies" wekelijks uitdagingen aangaan en werden ze in de loop van de competitie genomineerd voor de eliminatie. De eliminaties kwamen tot stand middels stemmingen op de website WWE.com.
In de eerste vier seizoenen werden de winnaars bekendgemaakt in de laatste aflevering van het seizoen en de winnaar of winnares was degene die de meeste stemmen op WWE.com had gekregen.

## Opzet (2012 - heden)
In seizoen vijf werd er opnieuw een competitie georganiseerd die vergelijkbaar was met de vorige seizoenen. Maar in de loop van het seizoen kwamen er steeds meer worstelaars van Raw en SmackDown bij. In mei 2012 onderging het programma een metamorfose. Op 17 mei 2012 begon het meer gebruik te maken van worstelaars van de FCW en op diezelfde dag waren er vier nieuwe NXT-afleveringen opgenomen op Fullsail University. Tijdelijk werd NXT Redemption voortgezet, totdat de WWE een contract rond had om de nieuwe NXT-afleveringen uit te mogen zenden. Nadat NXT Redemption eindigde was er alsnog geen tv-contract voor NXT in de VS, dus werd NXT naar Hulu Plus gegaan terwijl de show internationaal doorging. In die tijd introduceerde NXT zijn eigen kampioenschappen (NXT, NXT Tag Team en NXT Women's Championship) die voornamelijk op NXT TV en NXT TakeOver specials worden verdedigd. In 2014 lanceerde de WWE Network en werd NXT daarop uitgezonden, wat begon met een 2-uurse live special dat NXT Arrival heette. In diezelfde jaar gingen de specials door onder de naam NXT TakeOver, wat eventueel in 2015 buiten zijn thuisarena (Full Sail University) ging en naar grotere arenas specials neerzette. In 2015 introduceerden ze een jaarlijkse tag team toernooi (Dusty Rhodes Tag Team Classic) en hadden ze hun eerste TakeOver buiten de VS naar Londen. In 2016 gingen TakeOvers permanent buiten Full Sail en naar weekenden van de grote PPV's. In 2018 introduceerde NXT de NXT North American Championship waarop NXT TakeOver New Orleans de allereerste kampioen werd gekroond.

### NXT UK (2017 - heden)
In 2017 deed WWE een tweedaagse toernooi in Engeland voor de WWE United Kingdom Championship, die werd gewonnen door Tyler Bate. De kampioenschap was bedoeld voor een eigen wekelijkse show, maar totdat de show begon werd de kampioenschap voornamelijk op NXT verdedigd, alhoewel ICW en PROGRESS ook UK Championship wedstrijden vertoonde. Dat ging een jaar door totdat NXT UK begon waarbij de eerste opnames in juli 2018 waren en uiteindelijk de show op WWE Network begon met uitzenden op oktober 2018 met dezelfde format als NXT, maar voornamelijk met worstelaars vanuit Britse bodem. In 2018 en 2019 introduceerden respectievelijk ze de NXT UK Womens en NXT UK Tag Team Championship en hadden ze hun eerste eigen TakeOver special in Blackpool.

## Seizoenen

### Seizoen 1
Het eerste seizoen van NXT liep van 23 februari 2010 tot 1 juni 2010. Het seizoen zou oorspronkelijk bestaan uit 17 weken (17 afleveringen), maar duurde uiteindelijk 15 weken. In de eerste eliminatie-aflevering van 11 mei werden Michael Tarver en Daniel Bryan door het WWE-management geëlimineerd. Het programma eindigde met drie eliminaties, waarbij Skip Sheffield als laatste eindigde in de stemronde.
De winnaar van het seizoen was Wade Barrett.
| Rookie         | Pro            | G | V  | Status                 |
| -------------- | -------------- | - | -- | ---------------------- |
| Wade Barrett   | Chris Jericho  | 8 | 5  | Winnaar                |
| David Otunga   | R-Truth        | 6 | 4  | Geëlimineerd (week 15) |
| Justin Gabriel | Matt Hardy     | 7 | 4  | Geëlimineerd (week 15) |
| Heath Slater   | Christian      | 5 | 6  | Geëlimineerd (week 14) |
| Darren Young   | CM Punk        | 7 | 4  | Geëlimineerd (week 13) |
| Skip Sheffield | William Regal1 | 2 | 5  | Geëlimineerd (week 12) |
| Daniel Bryan   | The Miz        | 0 | 10 | Geëlimineerd (week 12) |
| Michael Tarver | Carlito        | 1 | 7  | Geëlimineerd (week 12) |

- 1Sheffield's pro was oorspronkelijk met Montel Vontavious Porter, maar deze werd vervangen door William Regal.
- G = gewonnen en V = verloren

### Seizoen 2
Het tweede seizoen van NXT liep van 8 juni 2010 tot 31 augustus 2010. De winnaar van het tweede seizoen is Kaval.
| Rookie               | Pro                      | G | V | Status                 |
| -------------------- | ------------------------ | - | - | ---------------------- |
| Kaval                | Team Lay-Cool            | 3 | 6 | Winnaar                |
| Michael McGillicutty | Kofi Kingston            | 6 | 4 | Geëlimineerd (week 13) |
| Alex Riley           | The Miz                  | 5 | 4 | Geëlimineerd (week 13) |
| Husky Harris         | Cody Rhodes              | 4 | 4 | Geëlimineerd (week 11) |
| Percy Watson         | Montel Vontavious Porter | 3 | 4 | Geëlimineerd (week 11) |
| Lucky Cannon         | Mark Henry               | 3 | 5 | Geëlimineerd (week 10) |
| Eli Cottonwood       | John Morrison            | 2 | 2 | Geëlimineerd (week 8)  |
| Titus O'Neil         | Zack Ryder               | 0 | 3 | Geëlimineerd (week 4)  |

G = gewonnen en V = verloren

### Seizoen 3
Het derde seizoen liep van 7 september 2010 tot 3 november 2010. De deelnemers van seizoen 3 werden voorgesteld op 31 augustus 2010. Het deelnemersveld bestond dit seizoen geheel uit "diva's", vrouwelijke worstelaars.

#### Deelneemsters
| Rookie      | Pro             | G | V | Status                 |
| ----------- | --------------- | - | - | ---------------------- |
| Kaitlyn     | Vickie Guerrero | 2 | 4 | Winnaar                |
| Naomi       | Kelly Kelly     | 5 | 3 | Geëlimineerd (week 13) |
| AJ Lee      | Primo           | 6 | 2 | Geëlimineerd (week 12) |
| Aksana      | Goldust         | 2 | 5 | Geëlimineerd (week 11) |
| Maxine      | Alicia Fox      | 1 | 4 | Geëlimineerd (week 9)  |
| Jamie Keyes | The Bella Twins | 2 | 0 | Geëlimineerd (week 5)  |

G = gewonnen en V = verloren

#### Poll resultaten
 – Winnares van de competitie
 – Veilig in competitie
 – Geëlimineerd van de competitie door NXT Poll
 – Won immuniteit en kan niet geëlimineerd worden tijdens de NXT poll
| Rookie  | Week 5 (5 oktober)                  | Week 9 (2 november)                 | Week 11 (16 november)               | Week 12 (23 november) | Week 13 (30 november) |
| ------- | ----------------------------------- | ----------------------------------- | ----------------------------------- | --------------------- | --------------------- |
| Kaitlyn | Immuniteit (3 challenge gewonnen)   | Veilig (2 challenge gewonnen)       | Veilig (1 challenge gewonnen)       | Veilig                | Winnares              |
| Naomi   | Veilig (2 challenge gewonnen)       | Immuniteit (3 challenge gewonnen)   | Veilig (1 challenge gewonnen)       | Veilig                | Geëlimineerd          |
| AJ Lee  | Veilig (3 challenge gewonnen)       | Veilig (2 challenge gewonnen)       | Immuniteit (2 challenge gewonnen)   | Geëlimineerd          |                       |
| Aksana  | Veilig (1 challenge gewonnen)       | Veilig (0 challenge gewonnen)       | Geëlimineerd (0 challenge gewonnen) |                       |                       |
| Maxine  | Veilig (0 challenge gewonnen)       | Geëlimineerd (1 challenge gewonnen) |                                     |                       |                       |
| Jamie   | Geëlimineerd (1 challenge gewonnen) |                                     |                                     |                       |                       |

### Seizoen 4
Het vierde seizoen begon op 7 december 2010. De deelnemers van seizoen 4 werden voorgesteld op 1 december 2010. In tegenstelling tot het vorige seizoen bestond het deelnemersveld nu weer als vanouds uit mannelijke worstelaars.

#### Deelnemers
| Rookie          | Huidig Pro(s)                       | Ex-Pro(s)                           | G | V | Status                 |
| --------------- | ----------------------------------- | ----------------------------------- | - | - | ---------------------- |
| Johnny Curtis   | R-Truth                             | R-Truth                             | 3 | 7 | Winnaar                |
| Brodus Clay     | Alberto Del Rio & Ricardo Rodriguez | Ted DiBiase & Maryse                | 7 | 3 | Geëlimineerd (week 13) |
| Derrick Bateman | Daniel Bryan                        | Daniel Bryan                        | 3 | 6 | Geëlimineerd (week 12) |
| Byron Saxton    | Dolph Ziggler & Vickie Guerrero     | Chris Masters                       | 3 | 6 | Geëlimineerd (week 10) |
| Conor O'Brian   | Alberto Del Rio & Ricardo Rodriguez | Alberto Del Rio & Ricardo Rodriguez | 3 | 1 | Geëlimineerd (week 7)  |
| Jacob Novak     | Chris Masters                       | Dolph Ziggler & Vickie Guerrero     | 1 | 1 | Geëlimineerd (week 5)  |

G = gewonnen en V = verloren

#### Poll resultaten
 – Winnaar van de competitie
 – Veilig in competitie
 – Geëlimineerd van de competitie door NXT Poll
 – Won immuniteit en kan niet geëlimineerd worden tijdens de NXT poll
| Rookie          | Week 5 (4 januari)                 | Week 7 (18 januari)                | Week 10 (8 februari)               | Week 12 (22 februari)              | Week 13 (1 maart) |
| --------------- | ---------------------------------- | ---------------------------------- | ---------------------------------- | ---------------------------------- | ----------------- |
| Johnny Curtis   | Immuniteit (5 immuniteitspunten)   | Veilig (0 immuniteitspunten)       | Immuniteit (3 immuniteitspunten)   | Veilig (3 immuniteitspunten)       | Winnaar           |
| Brodus Clay     | Veilig (0 immuniteitspunten)       | Veilig (0 immuniteitspunten)       | Veilig (3 immuniteitspunten)       | Immuniteit (8 immuniteitspunten)   | Geëlimineerd      |
| Derrick Bateman | Veilig (3 immuniteitspunten)       | Immuniteit (8 immuniteitspunten)   | Veilig (2 immuniteitspunten)       | Geëlimineerd (0 immuniteitspunten) |                   |
| Byron Saxton    | Veilig (1 immuniteitspunten)       | Veilig (0 immuniteitspunten)       | Geëlimineerd (2 immuniteitspunten) |                                    |                   |
| Conor O'Brian   | Veilig (4 immuniteitspunten)       | Geëlimineerd (0 immuniteitspunten) |                                    |                                    |                   |
| Jacob Novak     | Geëlimineerd (0 immuniteitspunten) |                                    |                                    |                                    |                   |

### NXT Redemption (seizoen 5)
NXT Redemption was het vijfde seizoen van NXT dat begon op 8 maart 2011. Dit seizoen bestond uit zes "rookie-deelnemers" die uit seizoen 1, 2 en 4 terugkeerden.

#### Deelnemers
| Rookie          | Pro(s)          | Seizoen (verleden) | G  | V  | Status                                      |
| --------------- | --------------- | ------------------ | -- | -- | ------------------------------------------- |
| Derrick Bateman | Hornswoggle     | Seizoen 4          | 12 | 14 | Nooit geëlimineerd                          |
| Darren Young    | Chavo Guerrero  | Seizoen 1          | 18 | 21 | Nooit geëlimineerd; naar SmackDown verwezen |
| Titus O'Neil    | Hornswoggle     | Seizoen 2          | 25 | 18 | Nooit geëlimineerd; naar SmackDown verwezen |
| Conor O'Brian   | Vladimir Kozlov | Seizoen 4          | 6  | 6  | Geëlimineerd (week 17)                      |
| Lucky Cannon    | Tyson Kidd      | Seizoen 2          | 6  | 6  | Geëlimineerd (week 15)                      |
| Byron Saxton    | Yoshi Tatsu     | Seizoen 4          | 2  | 8  | Geëlimineerd (week 13)                      |
| Jacob Novak     | JTG             | Seizoen 4          | 2  | 5  | Geëlimineerd (week 11)                      |

G = gewonnen en V = verloren

#### Poll resultaten
 – Winnaar van de competitie
 – Veilig in competitie
 – Geëlimineerd van de competitie door NXT Poll
 - Toegevoegd in competitie
| Rookie          | Week 11 (17 mei)        | Week 13 (31 mei)        | Week 15 (14 juni)       | Week 17 (28 juni)       | Week 59 (18 april)                  |
| --------------- | ----------------------- | ----------------------- | ----------------------- | ----------------------- | ----------------------------------- |
| Derrick Bateman |                         |                         |                         | Toegevoegd              | Onofficiële winnaar (0 points)      |
| Titus O'Neil    | Veilig (19 punten)      | Veilig (19 punten)      | Veilig (22 punten)      | Veilig (22 punten)      | Verwezen naar SmackDown (45 punten) |
| Darren Young    | Veilig (7 punten)       | Veilig (7 punten)       | Veilig (7 punten)       | Veilig (7 punten)       | Verwezen naar SmackDown (7 punten)  |
| Conor O'Brian   | Veilig (0 punten)       | Veilig (3 punten)       | Veilig (3 punten)       | Geëlimineerd (3 punten) |                                     |
| Lucky Cannon    | Veilig (0 punten)       | Veilig (0 punten)       | Geëlimineerd (0 punten) |                         |                                     |
| Byron Saxton    | Veilig (4 punten)       | Geëlimineerd (4 punten) |                         |                         |                                     |
| Jacob Novak     | Geëlimineerd (6 punten) |                         |                         |                         |                                     |

## Meewerkende

### Gastheren en managers
| Naam                     | Periode                          | Functie                 |
| ------------------------ | -------------------------------- | ----------------------- |
| Matt Striker             | 23 februari 2010 - 13 juni 2012  | Gastheer                |
| Ashley Valence           | 22 juni 2010 - 31 augustus 2010  | Co-gastheer             |
| Maryse                   | 8 maart 2011 - 20 augustus 2011  | Co-gastheer             |
| William Regal            | 29 februari 2012 - 13 juni 2012  | Matchcoördinator        |
| Dusty Rhodes             | 20 juni 2012 - 12 september 2013 | Interim General Manager |
| John "Bradshaw" Layfield | 12 september 2013 - 31 juli 2014 | General Manager         |
| William Regal            | 31 juli 2014 - heden             | General Manager         |

### Commentatoren
| Commentator                           | Periode                                                                  |
| ------------------------------------- | ------------------------------------------------------------------------ |
| Michael Cole en Josh Mathews          | 23 februari 2010 - 14 september 2010 28 september 2010 - 1 december 2010 |
| Michael Cole, Josh Mathews en CM Punk | 21 september 2010                                                        |
| Todd Grisham en Josh Mathews          | 7 december 2010 - 1 maart 2011                                           |
| Todd Grisham en William Regal         | 8 maart 2011 - 23 augustus 2011                                          |
| Josh Mathews en William Regal         | 19 april 2011 - 16 november 2011 25 januari 2012 – 13 juni 2012          |
| Tensai en William Regal               | 20 juni 2012 - heden                                                     |

### Ringaankondig(st)er
| Ringaankondig(st)er                     | Periode |
| --------------------------------------- | --- |
| Savannah                                | 23 februari 2010 - 1 juni 2010 |
| Jamie Keyes                             | 8 juni 2010 - 24 augustus 2010 |
| Justin Roberts                          | 7 december 2010 8 maart 2011 13 september 2011 |
| Tony Chimel                             | 31 augustus 2010 – 30 november 2010 14 december 2010 – 1 maart 2011 15 maart 2011 – 30 november 2011 28 december 2011 – 11 januari 2012 26 januari 2012 – 13 juni 2012 |
| Eden Stiles                             | 12 juli 2011 9 november 2011 7 december 2011 - 21 december 2011 |
| Lilian Garcia                           | 18 januari 2012 |
| Caylee Turner, Summer Rae & Chris Russo | 20 juni 2012 - 17 oktober 2012 |
| Howard Finkel (Main Event)              | 29 juli 2012 (uitgezonden op 29 augustus 2012) |
| Summer Rae & Byron Saxton               | 24 oktober 2012 - 14 februari 2013 |
| Byron Saxton & Kendall Skye             | 14 februari 2013 - heden |